# Theta1 Crucis
Theta1 Crucis (θ1 Cru, θ1 Crucis) é um sistema estelar triplo na constelação de Crux. Tem uma magnitude aparente de 4,30, sendo visível a olho nu em locais sem muita poluição luminosa. Com base em medições de paralaxe, está localizada a aproximadamente 224 anos-luz (69 parsecs) da Terra.
É uma binária espectroscópica com um período orbital de 24,48 dias e excentricidade de 0,61. Seu espectro corresponde a uma classificação estelar de Am, o que indica que uma das estrelas é uma estrela de classe A com linhas metálicas (estrela Am). Estrelas dessa classe tipicamente possuem coloração branca e temperatura efetiva entre 7 500 e 10 000 K. Uma terceira estrela, de magnitude 14,8, localizada a 4,5 segundos de arco do par, pode fazer parte do sistema. Seu movimento próprio e paralaxe, medidos pela sonda Gaia, são similares aos do sistema. Theta1 Crucis é uma fonte de raios X com uma luminosidade de 8,14×1021 W.